# Ljudevit Gaj
Ljudevit Gaj (Krapina, 8. srpnja 1809. – Zagreb, 20. travnja 1872.) bio je hrvatski političar, jezikoslovac, ideolog, novinar i književnik. Gaj je središnja osoba ilirskog pokreta koja je imala važnu ulogu i u hrvatskom narodnom preporodu.

## Životopis
Ljudevit Gaj rodio se u Krapini 1809. godine. U njegovoj obitelji govorio se njemački jezik, no majka Julijana mu je njegovala i kajkavštinu. Pučku školu polazio je i završio u rodnoj Krapini. Gimnaziju je pohađao u Krapini (prvi razred), Varaždinu (od 1821. godine, latinska gimnazija) i u Karlovcu (od 1826. godine, njemačka gimnazija). Godine 1826. upisao je studij filozofije u Beču, koji je nastavio u Grazu, a 1829. godine upisao se na pravo u Pešti. Godine 1830. u Budimu tiskao je knjižicu Kratka osnova horvatsko-slavenskoga pravopisaňa‎ dvojezično (na hrvatskom i njemačkom jeziku) koja mu je pronijela ime cijelom domovinom. Ta knjižica od 27 stranica uzima se kao početak hrvatskih preporodnih gibanja. Po završetku studija 1831. godine vratio se u Krapinu. Početkom 1832. godine došao je u Zagreb, gdje je radio u pravnoj struci. Doktorirao je filozofiju 1834. godine u Leipzigu.
Potaknut primjerom i nastojanjima Pavla Vitezovića, a po uzoru na već ustrojeni češki pravopis, slovnom reformom nastoji za svaki fonem u hrvatskom jeziku uvesti jedan grafem latiničkog pisma, zbog toga se po njemu hrvatska abeceda naziva još i gajicom, čime je ujedinio slovopisno cijeli hrvatski narod te je, uz to što je bio središnja osoba ilirskog pokreta, postao važna osoba u cijelom narodnom preporodu. A kad mu je 1834. godine uspjelo ono što petnaest godina ranije Jurju Šporeru nije, naime, pribaviti kraljevsku suglasnost za pokretanje hrvatskih dnevnih novina s književnim prilogom, vidio se on već sasvim u ulozi vođe. Napokon, 6. siječnja 1835. godine pojavile su se Novine Horvatske, a 10. siječnja i njihov književni prilog Danicza horvatzka, slavonzka y dalmatinzka; bio je to golem napredak u ostvarivanju zadanog cilja, nagovještaj da će se hrvatska književnost konstituirati kao jedinstvena cjelina, time je bio uspostavljen moderni književni instrumentarij za okupljanje svih književnika. Sve do kraja prvoga godišta ta glasila vodit će preporodni pokret pod hrvatskim imenom; do kraja te godine Novine izlaze na kajkavskom, a Danicu će usporedo s kajkavskima tiskati i štokavski pisane priloge. Promjena njihova imena u Ilirske narodne novine i Danicu ilirsku, početkom drugoga godišta (1836.), značila je korak dalje u provođenju Gajevih zamisli.
Trenutak je da raspravimo što je zapravo ilirska tradicija, otkud i što znači interferiranje i podudaranje ilirstva i hrvatstva koje pratimo tijekom povijesti od Jurja Šižgorića (1420. – 1509.) i njegova djela De situ lllyriae et civitate Sibenici do Jurja Ratkaja (Memoria regum et banorum regnorum Dalmatiae, Croatiae et Sclavoniae), pa od njega do obnovitelja hrvatske svijesti Pavla Rittera-Vitezovića (Kronika aliti spomen svega svita vikov), i od njega do Matije Petra Katančića. To je vjera u krvno srodstvo, genetsku povezanost između stanovništva nekadašnje Velike Ilirije i Hrvata, koji su njihov biološki nastavak, vjera da taj davni narod u nama nastavlja svoj život, pa smo mi dakle baštinici njihove nekadašnje veličine i slave. Hvaranin Vinko Pribojević tiskao je još u 16. stoljeću knjigu "O porijeklu i zgodama Slavena" (1532.), s tezom da su Slaveni potomci Ilira, Tračana i Makedonaca. Sada je tu hipotezu obnovio Gaj, a studijom Tko su bili stari Iliri? u nekoliko brojeva petoga godišta Danice služeći se tvrdnjama i citatima Herodota, Polibija, Livija i drugih izvora, dokazivao je ime Ilir "na sjevernoistočnoj obali mora Jadranskoga (Adrianskoga) tako staro, kako su najstarie vijesti o rodu Čovječanskom. Imenom ovim nazivahu stari gerčki i rimski pisaoci sve puke med Dunavom i morem jadranskim prebivajuće osim nekojih među Iliri naseljenih celtogalskih plemenah".
Na tim osnovama izgradio je Gaj koncepciju ilirstva kao vraćanje iskonu hrvatskog etničkog bića, ali je ono kasnije raznim interpretacijama, shvaćeno kao iskonstruirana nadnacionalna ideja. Dokaz kako događaji tijekom povijesti stvaraju ponekad nove situacije, a u njima i pojmovi dobivaju nova značenja koja poslije više nije moguće ispraviti vraćanjem u prijašnje stanje svijesti ni kad bi za takvu regresiju objektivno bilo znanstveno opravdanih razloga.
Bio je Gaj čovjek odlučan i okretan, neumoran, poletan i rječit; njegova pojava očaravala je ne samo mnoštvo nego i birane pojedince. Tako je postigao da ilirski zanos učas preplavi cijelu Hrvatsku. "Za Ilirstva nebiaše druga nego da budeš Ilir ili Magjaron. Reći da si Hervat, znamenova da si Magjaron." Tako je poslije tri desetljeća posvjedočio već prvom rečenicom svojih memoara sam Ante Starčević. I dok je Vitezović bio nositelj hrvatske svijesti odjevene u ruho ilirskog mita, Gaj i preporoditelji istakli su sada ilirsku misao prožetu hrvatskim duhom. Ustvari, bila je to velikoilirska koncepcija kojom je Gaj, svjestan da se slavenska književnost i kultura ne mogu nositi s vodećom njemačkom i francuskom, nastojao ujedinici sve Slavene na temelju pretpostavke o zajedničkom, ilirskom podrijetlu.
Punih sedam godina trajat će u Hrvatskoj silni ilirski zanos i davati ton cjelokupnom narodnom životu. Ime naroda i teritorija, jezika i književnosti. Sve je bilo podvrgnuto ilirskoj ideji, sve je nosilo ilirsko ime. Mnoštvo pjesama, bezbroj stihova ispjevano je u slavu Velike Ilirije i ilirskog jedinstva, a da se ni jedan jedini od tih pustih pjesmotvora ne može nazvati poezijom; grandiozna, magična ilirska ideja nije mogla istinski inspirirati ni neosporne pjesnike među pjesnicima ilirizma. Znak da i nije bila duboko ukorijenjena! Kraljevska naredba o zabrani ilirskog imena izišla je 17. siječnja 1843. godine s obrazloženjem da kralj neće zaustavljati razvitak narodnog jezika, ali ni dopustiti da se među njegovim podanicima sije sjeme razdora. Da bi se stvorili uvjeti za slogu i suradnju među njima, i uklonilo ogorčenje koje ilirstvo izaziva kod Mađara, zabranjuje se naziv ilirizam, ilirski i Ilirija za Hrvatsku i Slavoniju te za njezin narodni jezik i književnost.
Sutradan je kraljevska naredba bila proglašena u Zagrebu; toga dana, 18. siječnja 1843. godine, izišle su Ilirske narodne novine posljednji put. I kao da se ništa nije dogodilo već je idući broj izišao pod naslovom Narodne novine, s književnim prilogom koji se opet zove kao i u prvom godištu – Danica Hrvatska, Slavonska i Dalmatinska. Sedmogodišnja ilirska epizoda bila je tako završena, ali razdoblje hrvatskoga narodnog preporoda nije time ni prekinuto ni završeno. Preporodni pokret nastavio je djelovati na istim osnovama, hrvatskima, na kojima je i počeo prije osam godina. Bilo je to moguće upravo zato što je i sam Gaj kraljevski dekret primio bez prosvjeda, štoviše sa zahvalnošću; a to je mogao jer je i njemu ilirstvo bilo samo sinonim za hrvatstvo. Njime je htio ojačati hrvatsku narodnu svijest u danima kad je to bilo najpotrebnije; a kako je u međuvremenu ta svijest ojačala, ilirski mit nije mu više bio ni potreban.
Gaj je umro u prostorijama svoje tiskare u Ćirilometodskoj ulici u Zagrebu. Pokopan je u obiteljskoj grobnici na Jurjevskom groblju. Dana 15. listopada 1885. godine, nakon dovršetka gradnje arkada na zagrebačkome groblju Mirogoju, njegovi posmrtni ostatci preneseni su u arkadu preporoditelja.

## Književni rad
Politički ideolog, organizator i vođa preporoda, Ljudevit Gaj bio je i književnik. Njegove književne, upravo pjesničke sposobnosti bile su izrazite. Budnica "Još Horvatska ni propala", napisana još 1833. godine, bila je najpopularnija pjesma u ono doba, a pjeva se često još i danas. Pjesme su mu, pisao je Antun Barac, bile "pune osjećaja i zaokružene, a riječi njihove, povezane ritmom i građom stiha, doimaju se snažno", a osobito njegovi članci i proglasi. Oni nose izrazito književna obilježja živih slika i prispodoba, dobra stila i skladne kompozicije, Barac ih je pribrajao "među najbolju hrvatsku prozu u doba ilirizma."

## Djela
- Die Schlösser bei Krapina sammt einem Anhange von der dortigen Gegend in botanischer Hinsicht, Karlovac, 1826.
- Kratka osnova horvatskoga - slavenskoga pravopisaňa, poleg mudroľubneh, narodneh i prigospodarneh temeľov i zrokov = Kurzer Entwurf einer kroatisch = slavischen Orthographie nach philosophischen, nazionälen und ökonomischen Grunjdsätzen, iz tiskarnice Kralevskoga Vseučilišta, Budim, 1830. (Faksimilno izd. Međunarodni slavistički centar SR Hrvatske – Sveučilišna naklada Liber – Nacionalna i sveučilišna biblioteka, Zagreb, 1983.)
- Na grobu poglavitoga i preizvishenoga horvatzkoga domorodca gozpodina Henrika Mixicha od Dolnyega Lukavca, ... koteri na veliku salozt verneh trojjedne domovine szinov 18. proszinca 1832 vu cvétu sitka szvoga preminushe, iz szlovotizke Ferenca Suppana, Zagreb [1832.]
- Szlavoglaszje iz Zagorja preizvishenomu i viszokopoglavitomu gozpodinu Stefanu Osegovichu od Barlabassevca ... kakti trojjednoga Kraljeztva dalmatinzkoga, horvatzkog i szlavonzkoga ter viszoke chazti banzke mestru pervobilesniku: vu orszachkom zjedinjenih treh Kraljeztv Zbora v Zagrebu 24 rosnjaka 1832 zebranomu, Pritizkano pri Francu Suppanu, Zagreb, 1832.
- Kosenke ilirske, Pritiskano pri Franji Suppanu, Zagreb, 1835.
- Sbirka nekojih rěčih, koje su ili u gornjoj ili u dolnjoj Ilirii pomanje poznane, (trudom i troškom c. kr. priv. narodne novinarnice ilirske.), Zagreb, 1835.
- Proglas: [Teče evo dvadeset i osma godina, kako smo s Narodnim novinama i Danicom ...], Tiskom dra. Ljudevita Gaja, Zagreb, 1862.
- Gedanken zum Ausgleich Croatiens und Slavoniens mit der Regierung, Narodna tiskarnica dra. Ljudevita Gaja, Zagreb, 1864.
- Gajuša: izbor iz "Narodnoga blaga" Ljudevita Gaja / [sakupio] Ljudevit Gaj, prir. Nikola Bonifačić Rožin, Yugodidacta, Zagreb, 1973.

## Spomen
- 1891.: Podignut mu je spomenik u središtu Krapine.[11]
- Glavni trg gdje mu je podignut spomenik (rad kipara Ivana Rendića) i ulica koja vodi do njegove rodne kuće nose njegovo ime.[12]
- 1966.: Rodna kuća mu je uređena u memorijalni muzej Grada Krapine.[11]
- Diljem Hrvatske ulice i trgovi nazvani su po njemu, "(...) čak 211 hrvatskih ulica i brojni trgovi nose Gajevo ime (...)".[13]

## Zanimljivosti
- Hrvatsku abecedu koju je reformirao hrvatski preporoditelj Ljudevit Gaj za Hrvate i hrvatski jezik, koriste i susjedni narodi Slovenci, Bošnjaci, Srbi i Crnogorci.[14]

## Vanjske poveznice
|  | Zajednički poslužitelj ima još gradiva o temi Ljudevit Gaj |
|  | Wikizvor ima izvorna djela autora: Ljudevit Gaj            |
|  | Wikicitati imaju zbirke citata o temi Ljudevit Gaj         |

- Gaj, Ljudevit, Nikša Stančić (1998.), Redakcija (1998.), Josip Vončina (1998.), hbl.lzmk.hr
- Kratka osnova horvatsko-slavenskoga pravopisaňa, archive.org
- Szlavoglaszje iz Zagorja ... goszpodinu Stefanu Osegovichu od Barlabassevca (1832.), digitalnezbirke.kgz.hr
- Kosenke ilirske Elektroničko izd. izvornika objavljenog 1835. Knjižnice grada Zagreba, 2013.
- Novine horvatzke (1835.), dnc.nsk.hr
- Sbirka nekojih rěčih, koje su ili u gornjoj ili u dolnjoj Ilirii pomanje poznane (1835.), digital.onb.ac.at
- Ljudevit Gaj Hrvatska tehnička enciklopedija, portal hrvatske tehničke baštine. LZMK